# Opsterland
Opsterland (en frison occidental : Opsterlân) est une commune néerlandaise de la Frise.
Elle borde les provinces voisines de Groningue (commune de Westerkwartier) et de Drenthe (commune de Noordenveld). L'hôtel de ville se trouve à Beetsterzwaag. Au 1er janvier 2024, elle compte 30 056 habitants.